# Envío de ayuda humanitaria en Venezuela de 2019
En febrero de 2019 hubo una operación conjunta vía terrestre y marítima que intentó ingresar en el país liderada por una coalición de Colombia, Brasil, Estados Unidos, y posteriormente los Países Bajos, para llevar bienes de primera necesidad a los puntos más críticos de extrema necesidad de la población venezolana, en medio de la crisis presidencial entre los gobiernos de Nicolás Maduro y Juan Guaidó. El 11 de febrero de 2019, Juan Guaidó y Miguel Pizarro, realizaron la entrega parcial del primer cargamento de ayuda humanitaria a la Asociación de Centros de Salud (ASSOVEC). Los puntos para las bases de operaciones eran tres; cronológicamente fueron revelados desde el 6 de febrero: la ciudad colombiana de Cúcuta; el segundo, el 11 de febrero en el brasileño Estado de Roraima, siendo Boa Vista y Pacaraima los lugares específicos; y el tercero, el 13 de febrero la isla caribeña de Curazao, del Reino de los Países Bajos.
Maduro ha negado la crisis humanitaria en el país y expresa que los problemas en Venezuela se deben a las sanciones económicas que han bloqueado las cuentas bancarias en el extranjero de PDVSA, dinero sin el cual «no se pueden comprar medicinas ni alimentos».
En Santa Elena de Uairén se registraron al menos 25 muertos y en la frontera colombo-venezolana 285 heridos.
En abril de 2019, la Cruz Roja firma un acuerdo con el gobierno para hacer entrega de ayuda humanitaria propia, aterrizando el 16 de abril el primer avión con este cargamento en el aeropuerto de Maiquetía.

## Contexto

### Antecedentes
La escasez en Venezuela ha ocurrido desde la presidencia de Hugo Chávez, con el país experimentando una tasa de escasez del 24.7 %  en enero de 2008. La tasa de escasez disminuyó en el país hasta 2012, y a partir de entonces la escasez se convirtió en algo común en el país. Desde que Maduro llegó a la presidencia en 2013, el gobierno negó que hubiera una crisis humanitaria en el país y rechazó la ayuda internacional, empeorando las condiciones en Venezuela.
El 24 de enero de 2016, la Asamblea Nacional de Venezuela, de mayoría opositora, declaró una «crisis humanitaria de salud» en vista de «la grave escasez de medicamentos, insumos médicos y deterioro de la infraestructura humanitaria», exigiéndole al gobierno de Nicolás Maduro «garantizar de manera inmediata el acceso a la lista de medicamentos esenciales que son básicos, indispensables e imprescindibles y deben ser accesibles en todo momento».
El 18 de octubre de 2018 Estados Unidos envió al USNS Comfort a América del Sur para atender a los afectados de la crisis migratoria venezolana.

### Creación de la coalición
El 24 de enero Juan Guaidó solicitó a Estados Unidos ayuda humanitaria para Venezuela. El secretario de Estado Mike Pompeo se comprometió a ofrecer 20 millones de dólares de apoyo. Guaidó también solicitó ayuda a la Organización de las Naciones Unidas, que fue negada porque la institución consideró que la solicitud debería provenir del gobierno bolivariano. Posteriormente Canadá prometió 53 millones de dólares canadienses en ayuda humanitaria. Igualmente Alemania, Suecia, Argentina, Chile, Colombia, Puerto Rico y la Comisión Europea también prometieron mandar ayuda humanitaria.
El 2 de febrero Guaidó anunció la existencia de una «coalición de ayuda humanitaria» que provendría de Colombia, Brasil y una isla del Caribe no determinada. Guaidó calificó la llegada de ayuda humanitaria como una prueba de fidelidad del ejército, considerando que «en unas pocas semanas tendrán que elegir si dejan ingresar la ayuda que tanto necesita al país o si están del lado de Nicolás Maduro». El 5 de febrero de 2019 se reunieron los cancilleres de Estados Unidos, Brasil y Colombia en la Casa Blanca, en las cuales también estuvieron presente el secretario de Estado Mike Pompeo y el consejero de seguridad nacional John Bolton para tratar el tema de una posible ayuda humanitaria. En su mensaje oficial mostraron que el gobierno opositor de Juan Guaidó estaba dispuesto a apoyarlos en el ingreso terrestre a Venezuela.

### Voluntarios X Venezuela
A mediados de febrero, el parcialmente reconocido presidente encargado Juan Guaidó, informó que se había habilitado una página web llamada www.voluntariosxvenezuela.com para el registro de toda persona que quisiese prestarse como voluntario en la entrada de la ayuda humanitaria prevista para el 23 de ese mismo mes. Días más tarde, en el acto de juramentación de miles de voluntarios presentes en el estacionamiento de la sede del diario El Nacional, Guaidó indicó que en «pocas horas» ya se habían registrado unos 600 000 venezolanos, adicionalmente varios gremios entre ellos pertenecientes al sector transporte y al sector salud, se manifestaron en el evento para mostrar su apoyo al movimiento.
El sitio web ha sido víctima de phishing de forma intermitente desde el 16 de febrero de 2019. Todos los sitios web de phishing han utilizado el dominio .ve controlado por la Comisión Nacional de Telecomunicaciones de Venezuela (Conatel). Esta manipulación fue denunciada como una técnica para identificar a los disidentes ante el gobierno y crear desconfianza en la plataforma web.

## Ayuda humanitaria

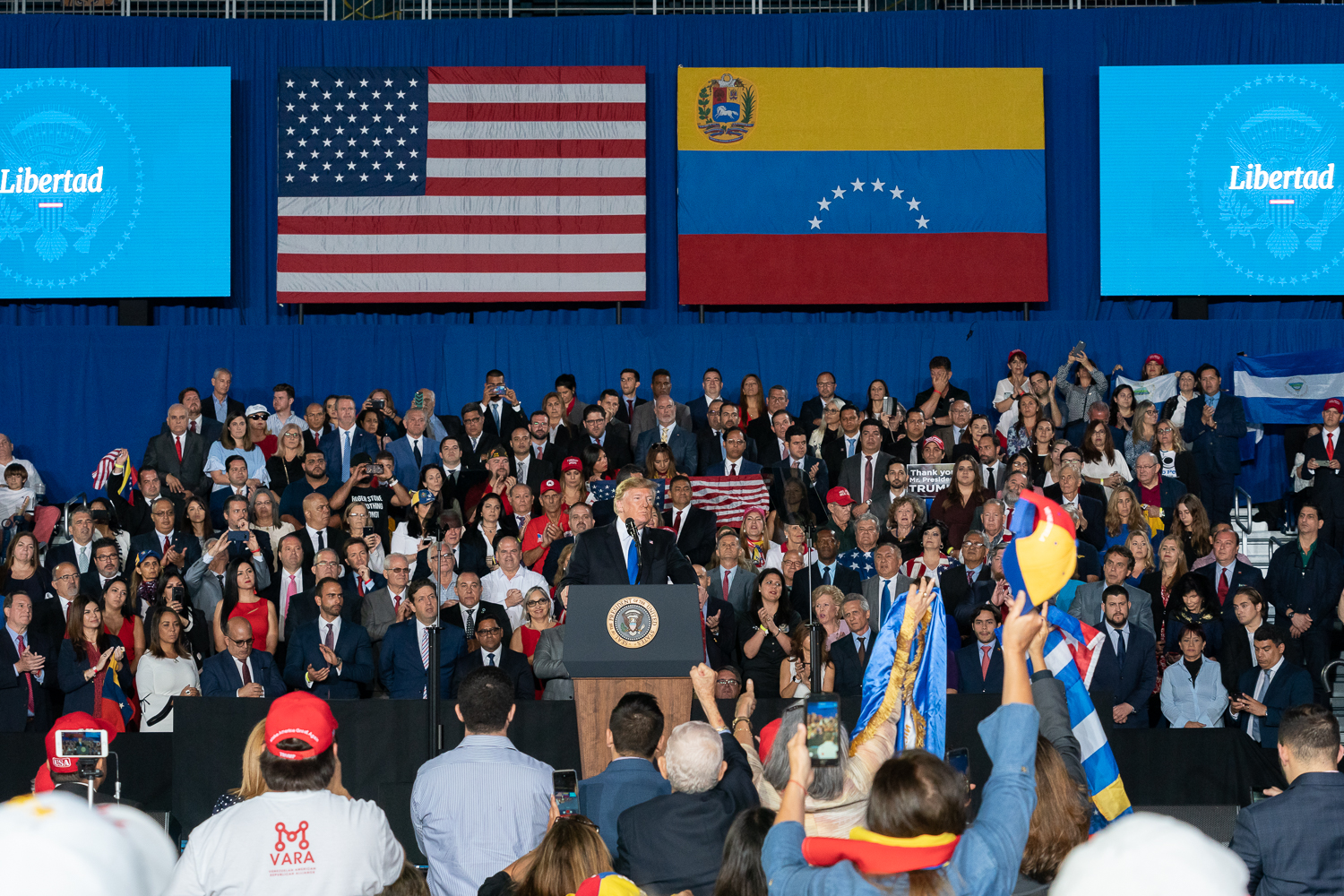
Donald Trump durante el ultimátum al gobierno de Nicolás Maduro.

El 5 de febrero, el gobierno de Nicolás Maduro desplegó policías en todas las fronteras terrestres. Ante esta decisión, Estados Unidos amenazó con el envío de militares a Colombia y Brasil para resguardar a los encargados de la entrega de la ayuda.
El 6 de febrero llegó a Colombia la ayuda humanitaria proveniente de Estados Unidos que se repartiría una vez que ingresase a Venezuela. Ese mismo día, el canciller brasileño Ernesto Araújo dejó entrever que la base de operaciones de la ayuda humanitaria en Brasil sería Paracaima. De forma paralela el gobierno oficialista de Nicolás Maduro bloqueó con contenedores de carga el Puente internacional Las Tienditas, cerrado desde la finalización de su construcción en 2016, que conecta a Cúcuta y el municipio venezolano de Ureña.
El 7 de febrero a las 14:43 (19:43 GMT) el gobierno colombiano transportó las cargas de bienes hacia Cúcuta, en la frontera con Venezuela, un grupo de refugiados venezolanos los recibieron con carteles de apoyo con la frase «Ayuda humanitaria ya».
El 8 de febrero de 2019, bajo el expediente No. SC-2017-003 el Tribunal Supremo de Justicia en el exilio anunció la autorización de entrada de una coalición militar internacional que lograse la entrada y protección de la ayuda humanitaria a Venezuela.
El empresario y filántropo Richard Branson anunció la organización de un concierto benéfico para el día 22 de febrero de 2019 con el nombre de Música por Venezuela: Ayuda y Libertad. El concierto tenía como objetivo recaudar fondos para la ayuda humanitaria y crear conciencia sobre la crisis que vive Venezuela.
El 18 de febrero, el presidente de los Estados Unidos Donald Trump asistió a la Universidad Internacional de Florida en la ciudad de Miami para dar un discurso en frente de exiliados cubanos y opositores venezolanos. En donde confirmaba que el 23 de febrero es la fecha límite para que la fuerza armada venezolana deje ingresar a la ayuda humanitaria vía terrestre y marítima, además de que renuncien a la fidelidad hacia Nicolás Maduro, en caso contrario tendrán que atenerse a las consecuencias.

Pueden elegir entre aceptar la generosa oferta de amnistía del presidente Guaidó y vivir su vida en paz con sus familias y sus compatriotas, o pueden elegir el segundo camino: seguir apoyando a Maduro. Si eligen este camino no encontrarán un refugio, no habrá una salida fácil. Lo perderán todo.
Donald Trump. Miami, 18 de febrero de 2019.

En esa misma reunión Trump también definió la caída de Maduro algo necesaria que ayudará «a promover la democracia en Nicaragua y Cuba», calificó a Nicolás Maduro de «marioneta de Cuba», que «el camino hacia la democracia es irreversible», que el socialismo «está muriendo» y «tiene los días contados».
En inicios de enero la Unión Europea ya había dado un ultimátum al gobierno de Nicolás Maduro para que convoque a elecciones. Maduro señaló que convocar elecciones fuera de fecha no era constitucional y que dicha exigencia se encontraba fuera del alcance de la UE. Como consecuencia, el bloque europeo reconoció a Juan Guaidó como presidente interino.
El 11 de enero el senador estadounidense Marco Rubio también había pedido la dimisión de Maduro, y permita ingresar la ayuda humanitaria.
El 19 de febrero el gobierno parcialmente reconocido de Nicolás Maduro negó la petición y dijo que él es el líder de las fuerzas armadas y no Donald Trump. También comparó el discurso de Trump con los discursos de la Alemania nazi. El mismo día Maduro ordenó cerrar la frontera con las regiones neerlandesas en el Caribe de Curazao, Aruba y Bonaire. Para Países Bajos el plan era llevar el cargamento de Willemstad (Curazao) hasta los venezolanos Puerto Cabello y Puerto de La Guaira. Según Maduro está decisiones formaban parte de la operación Centinela, una operación a nivel nacional para responder ante cualquier incursión de países extranjeros. El gobierno de Maduro anunció la llegada de ayuda humanitaria proveniente de Rusia mediante el Aeropuerto Internacional de Maiquetía Simón Bolívar de Caracas. La aviación bolivariana realizó ejercicios militares en la frontera marítima y puso en prueba un misil antibuque. Estados Unidos desplegó el portaaviones USS Abraham Lincoln cerca a las costas de Florida junto al crucero misilístico clase Ticonderoga USS Leyte Gulf y los destructores clase Arleigh Burke USS Bainbridge, USS González, USS Mason y USS Nite con posible destino hacia el mar Caribe.
El 20 de febrero, el gobierno brasileño comunicó que el día 23 de febrero iba a dejar la frontera abierta en Paracaima para que los venezolanos puedan ingresar a territorio brasileño a recoger los bienes de primera necesidad. Ese mismo día tanquetas del ejército bolivariano fueron registradas en la ciudad fronteriza venezolana de Santa Elena de Uairén, presumiblemente para evitar cualquier ingreso de ayuda humanitaria. Militares de las fuerzas armadas de Estados Unidos y Colombia pidieron a los militares venezolanos permitir ingreso de la ayuda humanitaria:

Corresponde a los militares venezolanos hacer lo correcto (...) El dictador Maduro ha robado el futuro de su pueblo (...) no es una operación militar, es una operación netamente humanitaria.
Fuerzas Armadas de Estados Unidos y Colombia. Miami, 20 de febrero de 2019.

El 20 de febrero el gobierno de Maduro suspendió las operaciones en todos sus puertos, para evitar el ingreso de «grupos de delincuencia organizada» que buscan «crear falsos positivos y culpar al gobierno». El gobierno de Maduro también confirmó la llegada de la ayuda humanitaria de Rusia. El gobierno de Maduro realizó una marcha a favor del chavismo y la revolución bolivariana en la frontera de Brasil y Guyana.
El 21 de febrero Maduro ordenó cerrar la frontera con Brasil y planteó la posibilidad de hacer lo mismo en la frontera con Colombia, además prohibió el paso aéreo por toda Venezuela. Maduro también «advirtió» a la República Dominicana sobre el «posible» uso estadounidense de la Base Aérea de San Isidro para realizar operaciones ilegales y «terroristas» contra Venezuela. Ese mismo día Juan Guaidó partió en una caravana de la Asamblea Nacional de Venezuela rumbo a la frontera colombo-venezolana para el 23 de febrero. Guaidó comunicó que su caravana sufrió represión por parte de la Guardia Nacional Bolivariana en su camino a Ureña.
El 22 de febrero la Fuerza Aérea de los Estados Unidos transportó la ayuda humanitaria a Boa Vista, en Brasil, para el 23 de febrero. Ese mismo día el gobierno de Maduro aceptó un envío de ayuda humanitaria proveniente de la Unión Europea. Según la portavoz de la cancillería rusa María Zajárova, Estados Unidos trasladó tropas en la frontera colombo-venezolana para que, durante la ayuda humanitaria, entreguen armas a la oposición venezolana. Durante la noche del 22 de febrero el gobierno de Maduro ordenó cerrar completamente la frontera con Colombia. Un avión de la Fuerza Aérea Brasileña que transporta ayuda humanitaria a los venezolanos se encontraba en Boa Vista, capital del estado fronterizo de Roraima. El avión llevaba 23 toneladas de leche en polvo y 500 botiquines de primeros auxilios. Maduro mandó a soldar los contenedores que evitan el paso de público en el puente internacional Las Tienditas.
El 22 de enero Curazao decidió frenar su participación en la ayuda humanitaria con el argumento de que no enviará ningún cargamento sin «el permiso del gobierno de Venezuela [de Nicolás Maduro]» La población venezolana de mayoría opositora realizó rezos en manera de protesta a la decisión del gobierno de la isla.
El 23 de febrero varios diarios extranjeros como el argentino Infobae, el estadounidense El Nuevo Herald, el puertorriqueño Primera Hora, el ecuatoriano El Universo, así como el venezolano El Informador criticaron que el tema de la disputa política por la ayuda política deje sin protección a los enfermos venezolanos, especialmente a los niños, ancianos y pacientes en etapa terminal.
Debido a la colaboración de Colombia al apoyar el ingreso de la ayuda humanitaria a territorio venezolano, Nicolás Maduro decidió el 23 de febrero de 2019 romper relaciones diplomáticas con el vecino país.
El evento fue denominado por simpatizantes del chavismo y de Nicolás Maduro como la "Batalla de los Puentes", ya que consideraban que el ingreso de ayuda humanitaria representaba una posible "invasión" al territorio venezolano.

## Oposición del gobierno de Nicolás Maduro
El gobierno presidido por Nicolás Maduro se opuso a la entrada de la ayuda humanitaria calificándola como «precursora de una invasión dirigida por Estados Unidos». Durante un discurso el 8 de febrero, Maduro expresó sus opiniones sobre por qué había negado la ayuda internacional al declarar «con la ayuda humanitaria nos quieren tratar como mendigos... en Venezuela tenemos la capacidad de cuidar a nuestros niños y mujeres. Aquí no hay crisis humanitaria».
El 7 de febrero, cuando llegaron a Colombia los primeros cargamentos de ayuda humanitaria, el ministro de comunicaciones de Venezuela, Jorge Rodríguez, declaró que había un complot entre Colombia, la CIA y el político venezolano exiliado Julio Borges para derrocar a Maduro. El presidente de la Asamblea Constituyente, Diosdado Cabello, amenazó el 9 de febrero con derribar cualquier avión que intentara entrar al país con ayuda humanitaria.
El 13 de febrero, la vicepresidenta venezolana Delcy Rodríguez advirtió a sus ciudadanos que la ayuda humanitaria proporcionada por los Estados Unidos era considerada «cancerígena» y parte de un plan para asesinarlos. También afirmó que «este llamado 'alimento' de los Estados Unidos apunta a envenenar a nuestra población con productos químicos» y lo describió como «armas biológicas». El diputado de la Asamblea Nacional y médico en el exilio, José Manuel Olivares desestimó estos reclamos y aclaró que «la ayuda tiene control de calidad y cuenta con el registro sanitario de Colombia, Brasil y los Estados Unidos».

## Incidentes

### Protestas en Gran Sabana
El 22 de febrero, en el Municipio Gran Sabana, del estado Bolívar, cerca de la frontera con Brasil, se produjo una protesta en apoyo a la entrada de la ayuda humanitaria, encabezada principalmente por indígenas del pueblo Kumarakapay, la cual fue reprimida por efectivos de la Guardia Nacional Bolivariana (GNB). Como resultado de este enfrentamiento, tres personas murieron y 16 resultaron heridas, según informaron los diputados Américo de Grazia y Ángel Medina. De Grazia advirtió que en los hospitales no hay ambulancias, ni medicinas, ni equipo médico esencial para tratar a los heridos.

### Tensión en la frontera
En el Puente Internacional Francisco de Paula Santander, intentó ingresar tres camiones con ayuda humanitaria —compuestas por medicina y alimentos—, sin éxito. En respuesta a esto, efectivos de la Policía Nacional Bolivariana incendiaron dos de los tres camiones, perdiéndose gran parte del cargamento. Guaidó afirmó que quemar la ayuda humanitaria «es un crimen de lesa humanidad».
El 23 de febrero, la Vicepresidenta de Venezuela, Delcy Rodríguez, anunció el cierre temporal de la frontera con Colombia. Nicolás Maduro anunció la ruptura de relaciones diplomáticas con el gobierno de Colombia, al que calificó de «fascista», y dio 24 horas a los diplomáticos colombianos a que abandonasen el país. También tildó a Juan Guaidó de burlas y falto de diplomacia hacia su contendor retándolo a que convoque elecciones presidenciales, ignorando que es el CNE quien puede convocar a elecciones.
En horas de la mañana, 4 efectivos de la Guardia Nacional de Venezuela (GNB), desertaron y cruzaron desde Venezuela hacia Colombia, siendo aplaudidos por la multitud y pidiendo asilo a Migración Colombia. Posteriormente lo hicieron otros 23 efectivos de la GNB y uno de la Fuerzas de Acciones Especiales (FAES). Desde alrededor de las 6:00 p. m. (hora colombiana), continúan las protestas en los puentes internacionales Francisco de Paula Santander y Simón Bolívar, tanto del lado venezolano —donde se sitúan los efectivos de la Policía Nacional Bolivariana— como del lado colombiano —donde se resguardan gran parte de los manifestantes—.
Gran parte de la ayuda humanitaria volvió a Cúcuta en el lado colombiano, aunque Guaidó afirmó que se logró ingresar cierta ayuda humanitaria por Brasil y Colombia, reconoció que gran parte no ingresó a Venezuela. Para algunos esto representa un «alto riesgo para el capital político» del líder opositor.
Según el gobierno de Colombia se registró en 4 días a 326 desertores de los bolivarianos Guardia Nacional, Ejército y Policía Nacional del gobierno de Maduro, quienes cruzaron la frontera hacia Colombia y expresaron su respaldo a Guaidó. Varios de estos desertores invitaron a sus compañeros de armas de seguir sus pasos.

## Irregularidades
El 14 de junio medio de comunicación PanAm Post publicó artículo donde se denuncian irregularidades para pagar la estadía de militares venezolanos que llegaron a Colombia, incluyendo desvío de dinero, malversación de fondos, inflación de cifras, fraude y amenazas en torno a los designados por Juan Guaidó. Después de la publicación del artículo, el despacho de la presidencia de Juan Guaidó informó a través de un comunicado que los señalados por corrupción fueron separados de sus cargos y solicitó la colaboración del gobierno de Colombia las agencias multilaterales y otras organizaciones para esclarecer los hechos con una investigación exhaustiva e imparcial. La embajada de Venezuela en Colombia emitió un comunicado informando que Guaidó y el embajador designado, Humberto Calderón, acordaron realizar una auditoría.
Partidos políticos venezolanos, incluyendo a Voluntad Popular, Primero Justicia, Acción Democrática y Un Nuevo Tiempo, respaldaron la apertura de la investigación de los hechos. El ministro de relaciones exteriores de Colombia, Carlos Holmes Trujillo, condenó el posible acto de corrupción e instó a las autoridades a adelantar las investigaciones para aclarar las denuncias. El secretario general de la Organización de Estados Americanos, Luis Almagro, solicitó una investigación al gobierno colombiano por dichas denuncias.[cita requerida]
La ONG Transparencia Internacional elaboró un primer informe sobre los representantes acusados. El informe concluía que los enviados de Guaidó sólo participaban en la administración de fondos aportados por fundaciones y donantes, y no en la ayuda humanitaria procedente de fondos públicos. La ONG recomendó nombrar un interventor especial y una agencia independiente para auditar las finanzas venezolanas en el exterior.

## Reacciones

### Naciones

#### A favor
- El gobierno alemán destinó 5 millones de euros para la ayuda humanitaria en Venezuela, para entregarlo «tan pronto como las circunstancias políticas lo permitan».[135]
- El gobierno argentino destacó la creación de una «unidad de ayuda» para hacer frente a la crisis humanitaria en Venezuela, esta unidad servirá de puente entre donaciones del país austral a los centros de acopio ubicados en la frontera con Venezuela.[136]
- El gobierno canadiense anunció que proporcionará 39 millones de dólares estadounidenses de ayuda humanitaria en Venezuela, durante una reunión del Grupo de Lima a principios de febrero de 2019.[137]
- El subsecretario de Interior del gobierno chileno, Rodrigo Ubilla, informó sobre la preparación de 17 toneladas de comida y medicinas a Venezuela, dicho envío sería enviado directamente a Venezuela una vez que se permita su entrada al país.[138] El presidente Sebastián Piñera viajó a Cúcuta para participar en la entrega de la ayuda humanitaria.[139][140]
- El gobierno de España, a través de la Oficina de Acción Humanitaria de la Agencia Española de Cooperación Internacional para el Desarrollo (AECID), indicó que destinaría 2 millones de euros en ayuda humanitaria para Venezuela para 2019.[141]
- El gobierno de Estados Unidos, a través de la agencia Agencia de Estados Unidos para el Desarrollo Internacional (USAID) ha enviado varios cargamentos de comida y medicinas a la ciudad fronteriza de Cúcuta en Colombia, con la esperanza de la misma pueda entrar al país venezolano lo más pronto posible.[142] A su vez, el Estado libre asociado de Puerto Rico envió 2.5 toneladas de alimentos y medicinas al centro de acopio ubicado en Cúcuta.[143]
- El gobierno italiano a través del ministro de Relaciones Exteriores Enzo Moavero, acordó el envío de dos millones de euros para la ayuda humanitaria en Venezuela.[144]
- El gobierno del Reino Unido indicó que inicialmente destinara 6.5 millones de libras esterlinas en paquetes de asistencia de emergencia que suministrará nutrientes para niños, vacunas y agua limpia para las comunidades más vulnerables afectadas por la crisis en Venezuela.[145]
- El gobierno sueco destino 53 millones de coronas suecas (alrededor de 7 millones de dólares estadounidenses) para la ayuda humanitaria solicitada por Juan Guaidó.[23]
- el gobierno de Taiwán destinó 500 mil dólares para ayuda humanitaria a Venezuela y el canciller Joseph Wu declaró que «Venezuela necesita democracia y una estabilidad económica de inmediato».[146]

#### En contra
- El gobierno de Cuba calificó de «un ataque a la soberanía de la región» a la ayuda humanitaria.[147]
- La cancillería de Rusia indicó que la ayuda humanitaria es solo una «tapadera» para una intervención militar de Estados Unidos.[148]

### Organizaciones
- La Oficina del Alto Comisionado de las Naciones Unidas para los Derechos Humanos (OACDH) de las Naciones Unidas expresó que «muchos de los venezolanos se mueren de hambre, se ven privados de medicamentos esenciales y tratan de sobrevivir en una situación en caída libre sin un final a la vista».[149] Stéphane Dujarric, portavoz del secretario general de la ONU António Guterres, indicó que es «importante es que la ayuda humanitaria se despolitice y que las necesidades de la gente guíen en términos de cuándo y cómo se usa la ayuda humanitaria».[150]
- La alta representante para Asuntos Exteriores y Política de Seguridad, Federica Mogherini indicó que Unión Europea ya ha movilizado 60 millones de euros para Venezuela y destinará 5 millones de euros adicionales; también afirmó que la «ayuda humanitaria a Venezuela no debe ser politizada».[151]
- La Cruz Roja Venezolana afirmó que sí participará pero manteniéndose al margen del conflicto presidencial.[152] La Cruz Roja Colombiana por su parte declaró que no participará en la operación sin acuerdo previo con el Movimiento Internacional de Cruz Roja.[153]
- El Instituto de Estudios sobre Conflictos y Acción Humanitaria de España reclamó que la ayuda humanitaria debe ser imparcial, independiente y neutral.[154]